# Pala canadiana

Bandeira do Canadá

Em vexilologia, uma pala canadiana, é uma banda central de uma bandeira de três bandas vertical (uma pala, em heráldica) que ocupe metade do comprimento da bandeira em vez de um terço, como a maioria das bandeiras de três bandas. Assim, permite-se mais espaço para exibir uma carga. O nome teve origem com a proclamação da bandeira canadiana a 28 de Janeiro de 1965. Em rigor este termo deveria apenas aplicar-se a bandeiras canadianas, mas é usado para descrever bandeiras não-canadianas que apresentem proporções semelhantes. Existe um termo análogo para bandeiras de orientação horizontal chamado faixa espanhola.

## Galeria

Bandeira da Ilha de Norfolk, Austrália
Bandeira do Iowa, Estados Unidos da América
Bandeira de São Vicente e Granadinas
Bandeira dos Territórios do Noroeste, Canadá
Bandeira de Yukon, Canadá
Bandeira de Subcarpácia, Polônia